# Pseudochazara birgit
Pseudochazara birgit är en fjärilsart som beskrevs av Gross 1978. Pseudochazara birgit ingår i släktet Pseudochazara och familjen praktfjärilar. Inga underarter finns listade i Catalogue of Life.